# Чемпіонат світу з біатлону 2019
53-й чемпіонат світу з біатлону проходив з 7 по 17 березня 2019 року у шведському Естерсунді. Було розіграно 12 комплектів нагород. Нововведенням чемпіонату стала одиночна змішана естафета.

## Вибори місця проведення
Місце проведення Чемпіонату світу з біатлону 2019 було визначено 7 вересня 2014 року на 11 Черговому Конгресі IBU в Санкт-Вольфганзі, Австрія. Претендентами на проведення світової першості були Антерсельва, Естерсунд,  Нове Место-на-Мораві та Ханти-Мансійськ. В результаті голосування право організовувати чемпіонат світу отримав Естерсунд.
| Місто-претендент     | Країна | Кількість отриманих голосів |
| -------------------- | ------ | --------------------------- |
| Естерсунд            | Швеція | 27                          |
| Антерсельва          | Італія | 16                          |
| Нове Место-на-Мораві | Чехія  | 4                           |
| Ханти-Мансійськ      | Росія  | 2                           |

## Розклад
Розклад гонок наведено нижче.
Час місцевий: (UTC+1).
| Дата       | Час   | Гонка                                   |
| ---------- | ----- | --------------------------------------- |
| 7 березня  | 16:15 | Змішана естатета 2 × 6 км + 2 × 7,5 км  |
| 8 березня  | 16:15 | Спринт, жінки, 7,5 км                   |
| 9 березня  | 16:30 | Спринт, чоловіки, 10 км                 |
| 10 березня | 13:45 | Переслідування, жінки, 10 км            |
| 10 березня | 16:10 | Переслідування, чоловіки, 12,5 км       |
| 12 березня | 15:30 | Індивідуальна гонка, жінки, 15 км       |
| 13 березня | 16:10 | Індивідуальна гонка, чоловіки, 20 км    |
| 14 березня | 17:10 | Одиночна змішана естафета 6 км + 7,5 км |
| 16 березня | 13:15 | Естафета, жінки, 4 × 6 км               |
| 16 березня | 16:30 | Естафета, чоловіки, 4 × 7,5 км          |
| 17 березня | 13:15 | Мас-старт, жінки, 12,5 км               |
| 17 березня | 16:00 | Мас-старт, чоловіки, 15 км              |

## Медалісти та призери

### Чоловіки
| Гонка:                        | Золото:                                                                       | Час                                                       | Срібло:                                                     | Час                                                       | Бронза:                                                              | Час                                                       |
| Індивідуальна гонка, 20 км    | Арнд Пайффер Німеччина                                                        | 52:42.4 (0+0+0+0)                                         | Владімір Ілієв Болгарія                                     | +1:08.7 (0+1+0+0)                                         | Тар'єй Бо Норвегія                                                   | +1:09.1 (0+1+0+0)                                         |
| Спринт 10 км                  | Йоганнес Бо Норвегія                                                          | 24:37.6 (0+1)                                             | Олександр Логінов Росія                                     | 24:51.3 (0+0)                                             | Кентен Фійон-Має Франція                                             | 24:54.5 (0+0)                                             |
| Гонка переслідування, 12,5 км | Дмитро Підручний Україна                                                      | 31:54.1 (2+0+0+0)                                         | Йоганнес Бо Норвегія                                        | +8.3 (0+1+1+3)                                            | Кентен Фійон-Має Франція                                             | +17.7 (2+0+0+1)                                           |
| Мас-старт 15 км               | Домінік Віндіш Італія                                                         | 40:54.1 (1+1+1+0)                                         | Антонен Гігонна Франція                                     | 41:16.9 (2+0+0+1)                                         | Юліан Ебергард Австрія                                               | 41:17.4 (0+0+3+1)                                         |
| Естафета 4 x 7,5 км           | Норвегія Ларс-Гельге Біркеланн Ветле Шостад Крістіансен Тар'єй Бо Йоганнес Бо | 1:12:03.7 (0+1) (0+0) (0+0) (0+0) (0+0) (0+2) (0+0) (0+3) | Німеччина Ерік Лессер Роман Рес Арнд Пайффер Бенедикт Долль | 1:12:41.8 (0+0) (0+0) (0+0) (0+1) (0+0) (0+0) (0+2) (0+3) | Росія Матвій Єлісєєв Микита Поршнєв Дмитро Малишко Олександр Логінов | 1:13:16.8 (0+0) (0+2) (0+1) (0+1) (0+2) (0+1) (0+0) (0+0) |

### Жінки
| Гонка:                      | Золото:                                                                                   | Час                                                       | Срібло:                                                      | Час                                                       | Бронза:                                                              | Час                                                       |
| Індивідуальна 15 км         | Ганна Еберг Швеція                                                                        | 43:10.4 (0+0+0+0)                                         | Ліза Віттоцці Італія                                         | +23.6 (0+0+0+0)                                           | Жустін Брезаз Франція                                                | +32.5 (0+0+1+0)                                           |
| Спринт 7,5 км               | Анастасія Кузьміна Словаччина                                                             | 22:17.5 (1+0)                                             | Інгрід-Ланнмарк Тандреволл Норвегія                          | +9.7 (0+0)                                                | Лаура Дальмаєр Німеччина                                             | +12.6 (0+0)                                               |
| Гонка переслідування, 10 км | Деніз Геррманн Німеччина                                                                  | 31:45.9 (0+0+2+0)                                         | Тіріль Екгофф Норвегія                                       | 32:17.3 (0+0+2+0)                                         | Лаура Дальмаєр Німеччина                                             | 32:17.5 (0+0+1+0)                                         |
| Мас-старт 12,5 км           | Доротея Вірер Італія                                                                      | 37:26.4 (0+0+0+2)                                         | Катерина Юрлова-Перхт Росія                                  | 37:31.3 (0+0+1+1)                                         | Деніз Геррманн Німеччина                                             | 37:41.8 (0+1+2+1)                                         |
| Естафета 4 x 6 км           | Норвегія Сюнневе Сулемдал Інгрід-Ланнмарк Тандреволл Тіріль Екгофф Марте Ольсбу-Рейселанн | 1:12:00.1 (0+2) (0+0) (0+0) (0+0) (0+2) (1+3) (0+1) (0+0) | Швеція Лінн Перссон Мона Брорссон Анна Магнуссон Ганна Еберг | 1:12:24.4 (0+0) (0+0) (0+0) (0+1) (0+0) (0+0) (0+2) (0+3) | Україна Анастасія Меркушина Віта Семеренко Юлія Джима Валя Семеренко | 1:12:35.2 (0+0) (0+0) (0+1) (0+0) (0+0) (0+2) (0+1) (0+1) |

### Змішана естафета
| Гонка:                                 | Золото:                                                                            | Час                                                       | Срібло:                                                           | Час                                                       | Бронза:                                                                    | Час                                                   |
| Змішана естафета 2 x 6 км + 2 x 7,5 км | Норвегія Марте Ольсбу-Рейселанн Тіріль Екгофф Йоганнес Бо Ветле Шостад Крістіансен | 1:17:41.4 (0+1) (0+1) (0+2) (0+1) (0+0) (0+2) (0+0) (0+0) | Німеччина Ванесса Гінц Деніз Геррманн Арнд Пайффер Бенедикт Долль | 1:17:54.5 (0+0) (0+2) (0+0) (0+3) (0+1) (0+1) (0+0) (0+2) | Італія Ліза Віттоцці Доротея Вірер Лукас Гофер Домінік Віндіш              | 1:18:51.0 (0+0) (0+0) (0+2) (0+2) (0+2) (0+3)         |
| Одиночна змішана естафета              | Норвегія Марте Ольсбу-Рейселанн Йоганнес Бо Марте Ольсбу-Рейселанн Йоганнес Бо     | 35:43.2 (0+1) (0+1) (0+0) (0+3) (0+1) (0+0) (0+0) (0+0)   | Італія Доротея Вірер Лукас Гофер Доротея Вірер Лукас Гофер        | +13.4 (0+1) (0+0) (0+0) (0+2) (0+0) (0+1)                 | Швеція Ганна Еберг Себастьян Самуельссон Ганна Еберг Себастьян Самуельссон | +20.0 (0+2) (0+0) (0+1) (0+2) (0+1) (0+0) (0+1) (0+1) |

## Медальний залік
| Місце  | Країна     |    |    |    | Всього |
| ------ | ---------- | -- | -- | -- | ------ |
| 1      | Норвегія   | 5  | 3  | 1  | 9      |
| 2      | Німеччина  | 2  | 2  | 3  | 7      |
| 3      | Італія     | 2  | 2  | 1  | 5      |
| 4      | Швеція     | 1  | 1  | 1  | 3      |
| 5      | Україна    | 1  | 0  | 1  | 2      |
| 6      | Словаччина | 1  | 0  | 0  | 1      |
| 7      | Росія      | 0  | 2  | 1  | 3      |
| 8      | Франція    | 0  | 1  | 3  | 4      |
| 9      | Болгарія   | 0  | 1  | 0  | 1      |
| 10     | Австрія    | 0  | 0  | 1  | 1      |
| Усього | Усього     | 12 | 12 | 12 | 36     |

| Місце | Спортсмен                |   |   |   | Всього |
| ----- | ------------------------ | - | - | - | ------ |
| 1     | Йоганнес Бо              | 4 | 1 | 0 | 5      |
| 2     | Марте Ольсбу-Рейселанн   | 3 | 0 | 0 | 3      |
| 3     | Тіріль Екгофф            | 2 | 1 | 0 | 3      |
| 4     | Ветле Шостад Крістіансен | 2 | 0 | 0 | 2      |
| 5     | Арнд Пайффер             | 1 | 2 | 0 | 3      |
| 6     | Ганна Еберг              | 1 | 1 | 1 | 3      |
| 6     | Доротея Вірер            | 1 | 1 | 1 | 3      |
| 8     | Деніз Геррманн           | 1 | 1 | 0 | 2      |
| 9     | Домінік Віндіш           | 1 | 0 | 1 | 2      |
| 10    | Анастасія Кузьміна       | 1 | 0 | 0 | 1      |
| 10    | Дмитро Підручний         | 1 | 0 | 0 | 1      |
| 12    | Ліза Віттоцці            | 0 | 1 | 1 | 2      |
| 12    | Лукас Гофер              | 0 | 1 | 1 | 2      |
| 14    | Лаура Дальмаєр           | 0 | 0 | 2 | 2      |
| 14    | Кентен Фійон-Має         | 0 | 0 | 2 | 2      |